# Konrad von Alen

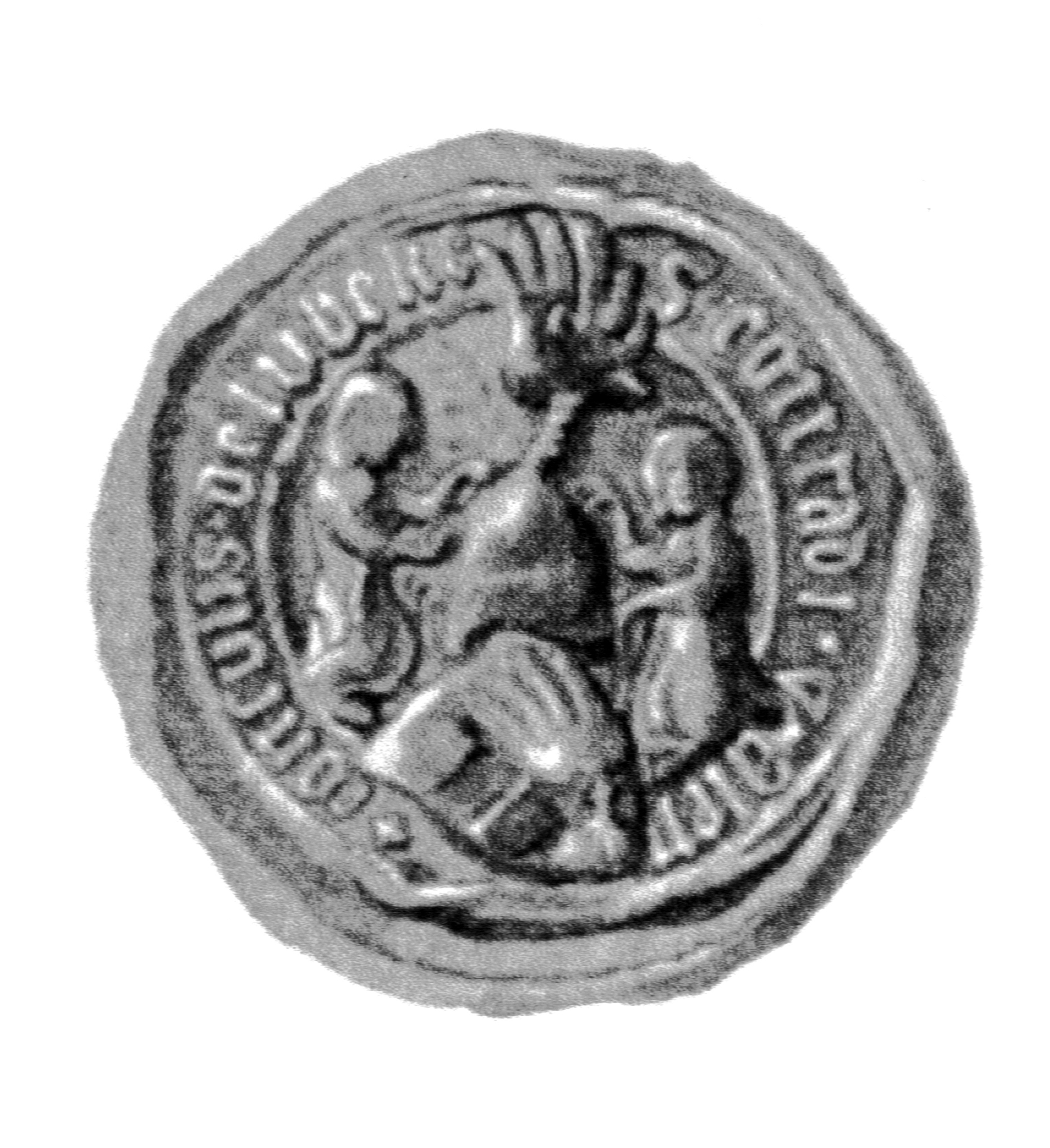
Siegel des Konrad von Alen

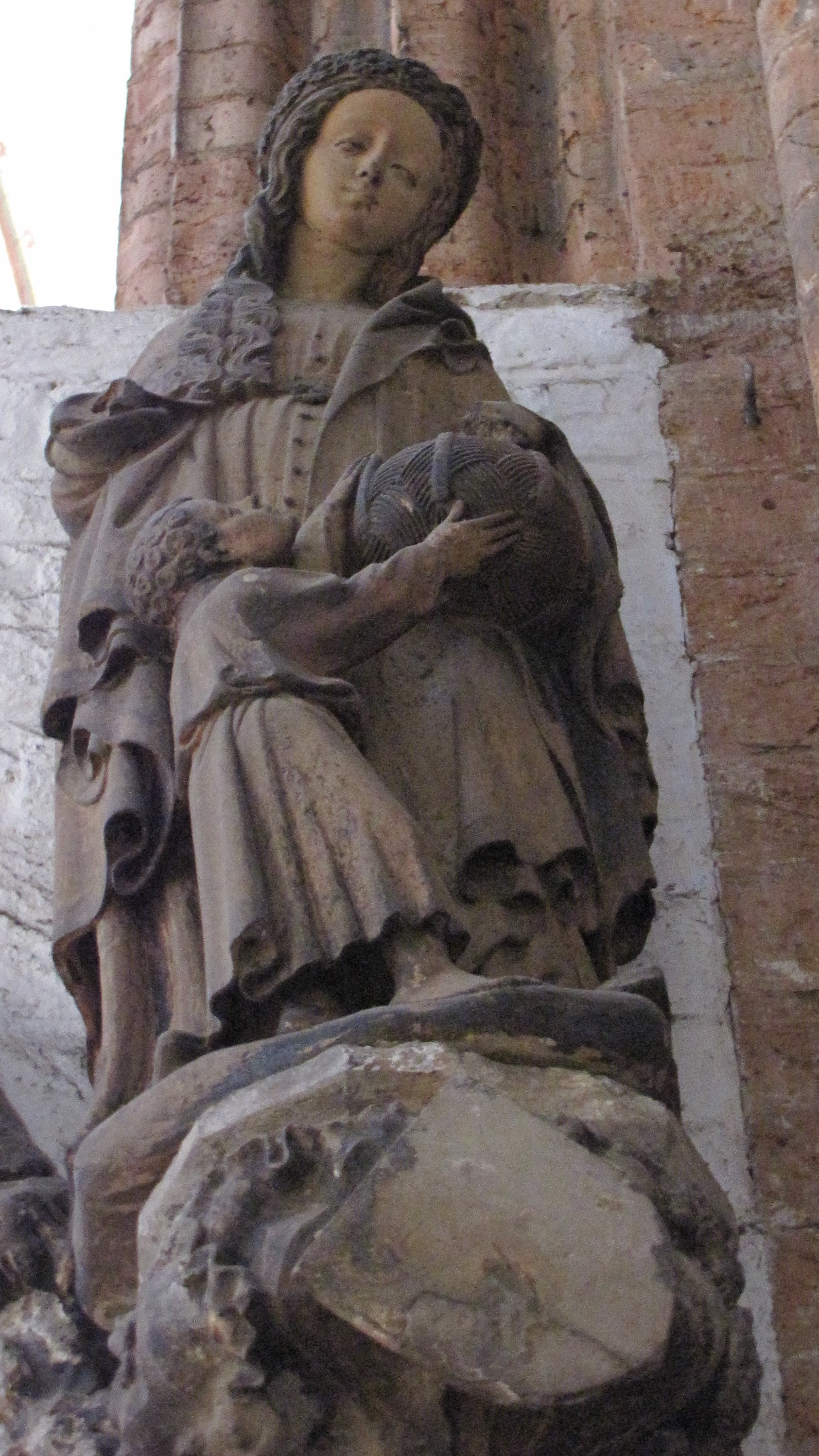
Dorothea aus dem Lettner-Zyklus in Marien (2011)

Konrad von Alen (* vor 1387 in Lübeck; † 1410 in Hamburg) war Befehlshaber der Lübecker Flotte und Ratsherr der Hansestadt Lübeck.

## Leben
Konrad von Alen war der Sohn des Lübecker Ratsherrn Holto von Alen aus dem Patriziergeschlecht Alen und wurde 1387 in den Rat erwählt. Er war Mitglied der Zirkelgesellschaft. Gemeinsam mit dem Ratsherrn Reyner von Calven führte er die Lübecker Truppen im Kriege der Städte Lübeck, Hamburg und Lüneburg gegen die Herzöge Heinrich und Bernhard von Lüneburg. 1404 war er mit dem Ratsherrn Albert von der Brügge Befehlshaber auf der Lübecker Flotte in der Ostsee. 1408 verließ er aufgrund der bürgerlichen Unruhen die Stadt und schloss sich der Klage des Alten Rates gegen den Neuen Rat an. Sein Vermögen in Lübeck wurde vom Neuen Rat konfisziert. In Testamenten Lübecker Bürger wird er mehrfach als Urkundszeuge aufgeführt.
Alen war verheiratet mit einer Tochter des Ratsherrn Eberhard Morum; er bewohnte die Königstraße 31 in Lübeck. Seine Ehefrau brachte ihm als Mitgift die Lachswehr und das Dorf Lasbek ein. Er gilt als der Stifter der Steinstatue der Heiligen Dorothea am Lettner der Lübecker Marienkirche. Der Lettner wurde beim Luftangriff auf Lübeck 1942 zerstört; die Statue der Dorothea blieb als einzige aus dem Zyklus der Lettnerfiguren fast unversehrt und wurde 1981 wieder aufgestellt. Hinsichtlich der weiteren Stifter von Einzelfiguren dieses Zyklus konnte nur der spätere Ratsherr im Neuen Rat Marquard von dem Kyle für die Statue der Elisabet belegt werden.